# Ying Hon Yeung
Ying Hon Yeung (* 30. Juli 1988) ist ein ehemaliger Hongkonger Radrennfahrer.
Ying Hon Yeung begann seine internationale Karriere 2007 bei dem Continental Team Hong Kong Pro Cycling. 2009 gewann er bei den Südostasienspielen in Vientiane die Bronzemedaille im Mannschaftszeitfahren und im Straßenrennen gewann er Silber. Im Jahr 2010 gewann er mit einer Etappe der Tour de Korea seinen ersten internationalen Wettbewerb. Es folgten bis 2015 weitere Erfolge in Abschnitten von Etappenrennen der UCI Asia Tour. Im Jahr 2011 wurde er Hongkonger Meister im Straßenrennen. Nach Ende der Saison 2017 beendete er seine Radsportlaufbahn.

## Erfolge
2009
- Ostasienspiele – Mannschaftszeitfahren (mit Kwok Ho Ting, Wang Yip Tang und Wong Kam Po)
- Ostasienspiele – Straßenrennen

2010
- eine Etappe Tour de Korea

2011
- Hongkonger Meister – Straßenrennen
- eine Etappe Tour of East Java
- eine Etappe Tour d’Indonesia

2012
- eine Etappe Tour of East Java

2014
- eine Etappe Tour International de Sétif

2015
- eine Etappe Tour of Thailand

## Teams
- 2007 Hong Kong Pro Cycling
- 2014 OCBC Singapore Continental Cycling Team
- 2015 Attaque Team Gusto
- 2016 Wisdom-Hengxiang Cycling Team
- 2017 Infinite AIS Cycling Team